# Altzaga
Altzaga en basque et officiellement ou Alzaga en espagnol est une commune du Guipuscoa dans la communauté autonome du Pays basque en Espagne. Elle se situe dans la partie centre-sud du Guipuscoa et fait partie de la comarque de Goierri.
Elle est limitée au nord par la commune de Legorreta, Baliarrain et Gaintza à l'est, Zaldibia au sud et Itsasondo et Arama à l'ouest.
Le chef-lieu de la comarque, Beasain, se situe à 6,5 km vers l'ouest. La capitale provinciale, Saint-Sébastien se situe, elle, à 41 km. Le village le plus proche est Arama qui est seulement à 1,6 km. On accède à Altzaga après la sortie d'Arama et d'Ordizia sur la A-1 (ancienne N-1) puis quelques centaines de mètres par la GI-2131, en prenant la route GI-3871 qui mène au village après la traversée d'Arama.

## Toponymie
Altzaga signifie étymologiquement « lieu de l'aulne » et provient du mot haltz(a) signifiant « aulne » en basque et du suffixe -aga, qui indique le lieu. Par ailleurs, on trouve cet arbre sur le blason de la ville.
Anciennement le nom de ce village s'écrivait « Alçaga » mais la disparition de ce caractère de l'alphabet espagnol transforme le nom en « Alzaga » il y a quelques siècles. Cette dernière forme est considérée comme le toponyme traditionnel en castillan et sera le nom officiel jusqu'en 1966 lorsque Alzaga est annexé par son voisin Itsasondo.
Le parler basque a sans aucun doute permis le maintien de la prononciation du toponyme (avec le son de la cédille. En accord avec les normes orthographiques modernes de l'euskara (la langue basque), le nom du village s'écrit Altzaga.
En 1992 lorsque « Altzaga » récupère son indépendance comme municipalité après 25 ans d'union avec sa voisine Itsasondo, elle adoptera l'appellation officielle sous sa forme basque. Depuis lors, « Altzaga » est l'appellation officielle de la municipalité.

## Histoire
Aalzaga apparait pour la première fois dans un document de 1399, bien que l'on pense que la population soit plus ancienne. La légende raconte que dans le cœur originel du village se situait dans le quartier de Altzagarate, dans les alentours de l'ermitage de la Vierge Marie d'Altzagarate qui devait être l'église paroissiale originelle.
Le fait qu'actuellement la principale zone urbaine du village s'appelle aussi Altzaga bidea (chemin d'Alzaga) renforce cette croyance, ce qui donne à penser qu'elle surgit sur le chemin menant à l'Alzaga originelle.
Déjà en 1399, la population dépendait de la ville de Villafranca de Oria (actuellement Ordizia). Cette dépendance se prolongea jusqu'en 1615 lorsqu'elle acheta à la couronne le titre de villa, s'émancipant ainsi totalement en dehors d'Ordizia.
À partir de cette époque, avec les villages voisins d'Itsasondo, Arama, Gainza, Legorreta et Zaldibia, l'union du fleuve Oria payait conjointement une représentation aux juntes générales du Guipuscoa. Cette union se dissoudra en 1845. Avec la réforme municipale du XIXe siècle, Altzaga se transforme en municipalité (municipio).
À cause de sa petite taille, le village subit de graves problèmes financiers et, en 1966, demande le regroupement avec Itsasondo, demande qui lui sera accordée.
Plusieurs décennies plus tard, elle redemandera son émancipation et en 1992 récupérera son autonomie municipale. Avec cette nouvelle indépendance, elle modifiera aussi son nom officiel qui deviendra Altzaga.

## Patrimoine
C'est une petite municipalité qui ne possède pas un gros patrimoine. Les plus remarquables sont l'église de l'archange Saint-Michel et l'ermitage de la Vierge Marie d'Altzagarate qui possède une statue romane de la Vierge Marie.
Comme dans d'autres villes du Guipuscoa, le plus remarquable est le paysage et l'architecture traditionnelle des fermes. Depuis le quartier Altzagarate, on a de splendides vues sur la comarque de Goierri.

## Personnalités
- Antton Ibarguren (1949-1989) : avocat et politique. Député du Congrès pour Herri Batasuna (1980-82).

### Sources
- (es) Cet article est partiellement ou en totalité issu de l’article de Wikipédia en espagnol intitulé « Alzaga » (voir la liste des auteurs).